# Symington, South Ayrshire
Symington är en ort i Storbritannien.   Den ligger i kommunen South Ayrshire och riksdelen Skottland, i den centrala delen av landet, 500 km nordväst om huvudstaden London. Symington ligger 44 meter över havet och antalet invånare är 997.
Terrängen runt Symington är platt, och sluttar västerut. Runt Symington är det ganska tätbefolkat, med 67 invånare per kvadratkilometer. Närmaste större samhälle är Ayr, 8,9 km sydväst om Symington. Trakten runt Symington består i huvudsak av gräsmarker.